# 拿比爾·賓特納
拿比爾·賓特納（阿拉伯語：نبيل بن طالب；1994年11月24日—），阿爾及利亞足球運動員，現時效力法甲球隊里爾。阿爾及利亞國家足球隊成員。

## 国际生涯
于2012年11月14日，本塔莱布在友谊赛中为法国U19队首次亮相，替补上场参加上半场比赛，在对德国U19队的比赛中以0-3失利。
尽管曾代表法国出场，但他受到了阿尔及利亚足球协会的追逐，并接受了他们的邀请。2014年1月，热刺经理Tim Sherwood表示英格兰足球协会也对他感兴趣。然而，根据联合王国各国协议中规定的独特规则，本塔莱布不符合为英格兰效力的要求。该协议要求球员在18岁之前在相关协会领土内接受至少五年的教育，并且不通过居住地提供国家队资格。
于2014年2月15日，本塔莱布宣布将自己的国际未来托付给阿尔及利亚队。几天后，他被阿尔及利亚主教练瓦希德·哈利霍吉奇征召，参加了与斯洛文尼亚队的友谊赛。他于2014年3月5日首次亮相，参加对斯洛文尼亚队的比赛，并在2-0获胜的比赛中踢满全场。他在2014年6月4日在瑞士的日内瓦体育场对阵罗马尼亚队的比赛中打进了他代表国家队的第一个进球。
2014年6月，本塔莱布入选了2014年国际足联世界杯的阿尔及利亚23人名单。他在比赛中首发出场，参加了小组赛首场比赛，该比赛在2014年6月17日于贝洛奥里藏特对阵比利时队的比赛中以2-1失利。他还在小组赛H组的另外两场比赛中，与韩国队以4-2获胜以及与俄罗斯队以1-1战平的比赛中踢满了90分钟。然而，在进入16强比赛中，他成为了替补未上场的球员，阿尔及利亚队在该比赛中以1-2不敌德国队。
于2014年12月15日，本塔莱布入选了阿尔及利亚23人名单，参加在赤道几内亚举行的2015年非洲国家杯。

## 職業生涯數據

### 球會數據
最後更新：2017年2月11日
| 球會            | 賽季     | 聯賽     | 聯賽 | 聯賽 | 盃賽 | 盃賽 | 聯賽盃 | 聯賽盃 | 歐洲賽 | 歐洲賽 | 總計 | 總計 |
| 球會            | 賽季     | 級別     | 出場 | 入球 | 出場 | 入球 | 出場   | 入球   | 出場   | 入球   | 出場 | 入球 |
| --------------- | -------- | -------- | ---- | ---- | ---- | ---- | ------ | ------ | ------ | ------ | ---- | ---- |
| 熱刺            | 2013–14  | 英超     | 15   | 0    | 1    | 0    | 0      | 0      | 4      | 0      | 20   | 0    |
| 熱刺            | 2014–15  | 英超     | 26   | 0    | 0    | 0    | 3      | 1      | 6      | 0      | 35   | 1    |
| 熱刺            | 2015–16  | 英超     | 11   | 0    | 4    | 0    | 0      | 0      | 2      | 0      | 17   | 0    |
| 熱刺            | 總計     | 總計     | 46   | 0    | 5    | 0    | 3      | 1      | 12     | 0      | 66   | 1    |
| 沙尔克04 (租借) | 2016–17  | 德甲     | 19   | 4    | 2    | 0    | —      | —      | 4      | 1      | 25   | 5    |
| 生涯總計        | 生涯總計 | 生涯總計 | 65   | 4    | 7    | 0    | 3      | 1      | 16     | 1      | 91   | 6    |

1. 1 2 3 4  於歐霸盃上陣

## 外部連結
- Tottenham Hotspur Profile （页面存档备份，存于）.
- 足球数据库：拿比爾·賓特納的球员统计数据
- France Profile （页面存档备份，存于）.
- France News and profile.